# گریفین گلاک
گریفین گلاک (انگلیسی: Griffin Gluck؛ زادهٔ ۲۴ اوت ۲۰۰۰) بازیگر اهل ایالات متحده آمریکا است. وی از سال ۲۰۱۰ میلادی تاکنون مشغول فعالیت بوده‌است.
از فیلم‌هایی که وی در آن نقش داشته‌است، می‌توان به مدرسه راهنمایی: بدترین سال‌های زندگی‌ام، لری گی و چرا او؟ اشاره کرد.